# Angélica Sátiro
Angélica Sátiro (Belo Horizonte - Brasil) es una escritora, comunicadora, investigadora, educadora, filósofa, conferencista y artista. Se ha destacado internacionalmente como experta en creatividad, filosofía e infancia. Su trayectoria es interdisciplinaria, intercultural y cosmopolita, rasgos que están presentes en toda su obra. Se desempeña como comunicadora en programas de radio, conferencias, talleres y cursos realizados en Europa, África y América. Es autora de más de 200 textos publicados sobre filosofía, educación, creatividad, literatura y pedagogía.

## Biografía
Nació en Belo Horizonte, estado Minas Gerais de Brasil. Es doctora cum laude en Pedagogía en la Universidad de Barcelona y cuenta con un DEA (Diploma de altos estudios doctorales) en Filosofía en la misma universidad. Es magíster en Creatividad Aplicada en la Universidad de Santiago de Compostela. Estudió pedagogía en la Universidad Estatal de Minas Gerais (UEMG), donde también cursó  posgraduación en Pedagogía empresarial (UEMG). Es posgraduada en temas filosóficos por la Universidad Federal de Minas Gerais (UFMG). Realizó sus estudios en Filosofía para niños y niñas en la Montclair State University en New Jersey junto a Mathew Lipman y sus colaboradores.
En el inicio de la década de 1980 se desempeñó como profesora de escuelas (públicas) infantiles y alfabetizadoras, siendo influenciada por la obra y la metodología tanto de Paulo Freire como de María Montessori. Estas influencias han dejado huella en su obra pedagógica.
Simultáneamente entró en el mundo del teatro, realizando diferentes tipos de trabajo, especialmente en teatro experimental y teatro para/con la infancia, etc.  En el inicio de la década de 1990 estudió con Augusto Boal. Él y su teatro del oprimido fueron una referencia en su vida. Aparte de alumna de teatro, fue también profesora de teatro en el Teatro Universitario de la Universidad Federal de Minas Gerais, en la Escuela Gesto de Teatro y en el Colegio de los Sindicatos Bancarios en Belo Horizonte, aparte de cursos libres para niños y variados colectivos (grupos de teatro, asociaciones, etc.) en diferentes ciudades de Brasil. En el periodo de la dictadura tuvo que lidiar con la censura debido a sus obras teatrales. Su experiencia teatral influencia de manera transversal su trayectoria profesional y su obra.
También en la década de 1980, comenzó a enseñar filosofía para jóvenes, una disciplina que no era obligatoria y que debía ser dictada en clases que tenían entre 60 y 70 adolescentes. Esta experiencia generó el desarrollo de una metodología innovadora a partir de una reflexión sobre la cultura de la juventud partiendo de preguntas básicas: "¿Quién soy yo?" "¿Quién es el ser humano?" Esta experiencia fue volcada en un libro publicado posteriormente bajo el título Pensando melhor (Pensando mejor), en coautoría con la filósofa Ana Míriam Wuensch, que fue su primera publicación. El libro fue utilizado en todo el territorio de Brasil, durante 20 años, algo novedoso para el género de libro didáctico.
A fines de la década de 1980 conoció la propuesta de la filosofía para niños (FpN), creada por el filósofo Matthew Lipman y su colaboradora Ann Margaret Sharp. Estudió con ellos y a lo largo de la décadea de 1990 desarrolló diferentes tipos de trabajo a partir de su propuesta educativa, en diferentes países. Lipman la estimuló a escribir literatura filosófica para la infancia, orientándola en los primeros pasos para hacerlo. Con Irene de Puig, del GRUPIREF (grupo de investigación e innovación en la enseñanza de la filosofía), realizó la primera publicación en este campo, Jugar a Pensar con niños/niñas de 4-5 años. Este libro publicado en el año 2000 se convirtió en una de las obras de referencia del proyecto internacional FpN. Además, dando origen al Proyecto Noria, un proyecto educativo y editorial para niños de 3 a 11 años, con más de 30 títulos publicados. 
En el inicio del tercer milenio/siglo XXI cambió su residencia a España, país donde trabajaba desde los años 90. A partir de este momento, su producción escrita fue prioritariamente en español y su acción pedagógica, filosófica y artística pasó a ocurrir de forma sistematizada en diferentes países iberoamericanos.

## Actividad y pensamiento
La aportación principal de Sátiro ocurre en tres conceptos desarrollados por ella: la filosofía lúdica, la ciudadanía creativa y la pedagogía atrevida. El pensamiento creativo es el tema transversal que está presente en todos estos conceptos, además de formar parte de sus diferentes obras y actividades realizadas. Ella entiende su aportación desde una perspectiva de investigación abierta y continua. Por esto sigue ampliando y profundizando en estos ámbitos temáticos.
Como escritora de literatura filosófica para la infancia (con predilección para el género cuentos) y de textos teóricos y pedagógicos sobre filosofía e infancia, su principal aporte ha sido la creación del Proyecto Noria, proyecto educativo del que es directora, que fomenta la educación filosófica de los niños a través del desarrollo de las habilidades de pensamiento y las actitudes éticas. El género de literatura filosófica para la infancia fue iniciado por Matthew Lipman y actualmente cuenta con diferentes autores en diversos países. Esta línea de literatura pretende estimular la capacidad de pensar de las criaturas a partir de temáticas que problematizan la experiencia humana y de interrogantes que la infancia tiene. Angélica Sátiro crea sus obras literarias a partir de una continuada observación de la infancia y de una escucha atenta de sus voces y diferentes formas de comunicarse. Como viaja a diferentes países en los últimos 20 años, tiene oportunidad de conocer una importante diversidad de criaturas y por esto prefiera utilizar la palabra infancias, en plural. Teniendo presente la relación con esta infancia viva, la autora desarrolla un conjunto de obras de literatura filosófica que, actualmente cuentan con algunos personajes principales que actúan alrededor de temáticas filosóficas. Son ellos: 
- Juanita, una mariquita preguntona que nace en un jardín y provoca diferentes reflexiones sobre ética y estética ambiental, educación emocional e inquietudes frente el mundo. Este personaje cuenta con diferentes cuentos y es muy bien recibida en diversos países. Las criaturas la tienen como su amiga para jugar a pensar.
- El Niño Sin Nombre, por sus características provoca reflexiones sobre el lenguaje, el mundo y la identidad, además de cuestionamientos sobre el racismo y la xenofobia, porque es afrodescendiente. Sus aventuras ocurren en su casa, con su familia dentro de la perspectiva de la vida cotidiana. Y es de la mano de las personas más próximas que le personaje va descubriendo su entorno. Sus cuentos narran sus diálogos interiores frente al mundo. El personaje está inspirado en criaturas reales.
- La Niña del Hilo, que nace en un mundo en guerra, pero descubre su capacidad de imaginar nuevos mundos posibles. Sus historias son de búsqueda, invención y creación de mundos en paz desde la perspectiva de los sueños de esta niña. Este personaje generó una nueva línea de títeres para jugar a pensar, realizada por la Red Cocreatio, compuesta por las compañías La Mar de Marionetas, Teatro del Carmen, Binixiflat y Teatre Buffo. «Pazzzzzz” es una adaptación dramática donde La Niña del hilo teje sus mundos oníricos para hallar La Paz.

Como investigadora en didáctica ha desarrollado el concepto de "evaluación figuroanalógica", una forma de entender la evaluación en entornos educacionales como un proceso de reflexión desde el pensamiento analógico mediatizado por imágenes. De su investigación y de la puesta en práctica de dicha evaluación da muestra el libro Revaluar. La evaluación reflexiva en la escuela, del que es coautora.
Sátiro es la iniciadora de un movimiento conocido como Filosofía Lúdica, heredero de la tradición de Filosofía para niños (FpN) que propone el desarrollo del pensamiento multidimensional desde la propuesta de una metodología fundamentada en el diálogo (comunidades de investigación/indagación).   Es una praxis filosófica transformadora que recupera el origen etimológico de la palabra filosofía: amor por la sabiduría. Se trata de un modo de pensar vinculado a la dimensión emocional y social, que va más allá de relacionar informaciones. Filosofar lúdicamente es jugar a pensar y pensar jugando, cultivando cultivar el gusto por el pensamiento desde el asombro y el maravillarse, aprendido con las infancias. Pretende quitar el velo del aburrimiento que ha estado ocultando el valor de la presencia de la filosofía en las escuelas y en la vida diaria, presentándola como una valiosa e interesante forma del conocimiento humano. Sátiro remarca que este tipo de filosofía no es menos seria, porque es lúdica y sostiene que cuando filosofamos desde las infancias, podemos constatar la seriedad con la que las criaturas juegan a pensar. Las preguntas de los niños y niñas revelan su deseo de aprender, de captar el mundo, de comprenderlo, de nombrarlo, de organizarlo, de formular un entendimiento sobre él. Así, en la búsqueda de respuestas a estas preguntas, ellos pueden hacer filosofía, ciencia y poesía. Y esto revela un respeto a su derecho a pensar. 
Sátiro es también la creadora del concepto de Ciudadanía Creativa. Como investigadora en las áreas de creatividad (creatividad social, creatividad y educación, creatividad e infancia, ciudadanía creativa), ha elaborado diferentes proyectos de investigación-acción en diferentes países de América Latina y tiene como su tesis doctoral.  Se trata de una línea de creatividad social desde la perspectiva interna de la persona (ethos creativo) y, de sus interacciones como ciudadana y de la perspectiva sistémica de la sociedad. Conecta pensamiento, sentimiento y acción (individual y colectiva), colaborando con el desarrollo de sujetos que proponen proyectos micropolíticos en sus contextos. Teniendo el diálogo como valor democrático y como método para desarrollar la capacidad de pensar y de actuar, propone metodologías de procesos reflexivos y creativos que generen acción e innovación social. La ciudadanía creativa asume que es fundamental un ciudadano razonable, capaz de asegurar una justa articulación de los intereses individuales y los derechos fundamentales para todos los ciudadanos. Aunque no parta de una ética normativa, entiende la necesaria definición y el respeto a unos deberes. Para esta pedagogía, solo un ciudadano proactivo tiene la posibilidad de actuar políticamente en esta dirección, fortaleciendo todo el tejido social que conforma la sociedad civil y permitiendo ser fortalecido por él, pues la perspectivaes sistémica y todos los elementos necesitan estar dinámicamente en interacción. Por ello, propone la necesidad de «ficcionar» la realidad para dotarla de nuevos posibles sentidos y afrontar sus problemas más graves. Su investigación alrededor del concepto de ciudadanía creativa ha quedado plasmada en el libro Personas creativas ciudadanos creativos y le ha llevado a colaborar regularmente con la Asociación Internacional de Ciudades Educadoras en el Seminario sobre Gobernanza y Ciudades Educadoras, que se realiza con equipos técnicos de los ayuntamientos y grupos representativos de  la sociedad civil. Este trabajo lo suele realizar junto a Joan Manuel del Pozo.

## Autores que influyen en el trabajo de Angélica Sátiro
Como su trayectoria es interdisciplinar con énfasis en la educación, el arte y la filosofía, muchos han sido sus influencias. Pero, algunos autores pueden ser destacados por su influencia en su pensamiento pedagógico, filosófico y literario, además de los autores ya citados anteriormente. Son ellos, Hannah Arendt, María Zambrano, Simone de Beauvoir, Judith Butler, Martha Nussbaum, Friedrich Nietzsche, Michel Foucault, Gilles Deleuze, Johan Huizinga, Zygmunt Bauman, Mihaly Csikszentmihalyi, Byung-Chul Han, Gilles Lipovetsky, Lev Vygotski, Rubem Alves, Antonin Artaud, Ferreira Gullar, Adélia Prado, Cora Coralina, Manuel de Barros, Ariano Suassuna.

## Obras
- Sátiro, A., Tschimmel, K. (2020). CriAtivaMente / The Creative MInd / CreA(c)tivaMente. Porto: Edición Mindshake. ISBN 978-989-33-0517-1.
- Sátiro, A. (2018). Personas creativas ciudadanos creativos. Bogotá: Editora uniminuto. ISBN 978-958-763-326-9.
- Sátiro, A. (2018). Ciudadanía creativa en el jardín de Juanita: el jardín como recurso para jugar a pensar y el pensamiento como recurso para reconectar con la naturaleza. Barcelona: Editorial Octaedro. ISBN 978-84-17219-45-1.
- Sátiro, A. (2018). La niña del hilo. Barcelona: Editorial Octaedro. ISBN 978-84-17219-36-9.
- Sátiro, A. (2016). Filosofía mínima. Barcelona: Editorial Octaedro. ISBN 978-84-9921-817-5.
- Sátiro, A. (2012). ¿Puedo entender con el corazón?.  Barcelona: Editorial Octaedro. ISBN 978-84-9921-227-2.
- Sátiro, A. (2012). ¡Quiero no pensar!. Barcelona: Editorial Octaedro. ISBN 978-84-9921-228-9.
- Sátiro, A., Puig, I. (2011). Jugar a pensar con niños y niñas de 4 a 5 años. Barcelona: Editorial Octaedro. ISBN 978-84-9921-176-3.
- Sátiro, A. (2004). Jugar a pensar con niños de 3 a 4 años. Barcelona: Editorial Octaedro, ISBN 978-84-8063-701-5.
- Sátiro, A. (2004). La mariquita Juanita. Barcelona: Editorial Octaedro. ISBN 978-84-8063-702-2.